# Vincenzo Ludovico Gotti
Vincenzo Ludovico Gotti (Bolonha, 5 de setembro de 1664 - Roma, 18 de setembro de 1742) foi um cardeal italiano do século XVIII.

## Biografia
Nasceu em Bolonha em  5 de setembro de 1664. Filho de Giacomo Gotti, professor de direito na Universidade de Bolonha, e Clara Caparda.
Recebeu sua educação inicial na escola Piarist em Bolonha; e estudou retórica com os jesuítas. Ingressou na Ordem dos Pregadores (Dominicanos), no convento de Bolonha em 1680; estudou nas casas de formação dominicanas de Bolonha, Ancona e Forli; depois, no convento dominicano de Salamanca, Espanha; e mais tarde, na Universidade de Salamanca, onde obteve o título de mestre em teologia; ofereceu a cadeira de teologia naquela universidade, ele recusou; ele voltou para a Itália em 1688.
Ordenado, 1688, por Antonio de Monroy e Yjar, arcebispo de Santiago de Compostela. Professor de teologia, convento dominicano de Mântua, 1688. Pouco depois, professor de filosofia no Dominican Collegio S. Tommaso, convento de S. Maria sopra Minerva, Roma. Ele também ensinou nos conventos de Pádua e Faenza. Professor de teologia pública na Universidade de Bolonha em 1695; professor de teologia polêmica de 1695 a 1714 e de 1717 a 1728, prior do convento dominicano de Bolonha em 1708; reeleito em 1714. Superior provincial da Lombardia em 1710 e em 1721-1723. Inquisidor-geral da fé em Milão (aceitou o cargo contra sua vontade) em 9 de agosto de 1715; ocupou o cargo até 1717. Regente geral de estudos de sua ordem em Bolonha. Prior do convento dominicano de Bolonha, novamente, em 1720.
Eleito patriarca titular de Jerusalém em 29 de abril de 1728. Consagrado em 16 de maio de 1728, igreja dominicana de Bolonha, por Giacomo Boncompagni, arcebispo de Bolonha, auxiliado por Tommaso Torelli, bispo de Forlì, e por Tommaso Cervioni, bispo de Faenza.
Criado cardeal-presbítero no consistório de 30 de abril de 1728; o papa enviou-lhe o barrete vermelho com um breve apostólico datado de 3 de maio de 1728; recebeu o gorro vermelho e o título de S. Pancrazio, em 14 de junho de 1728. Participou do conclave de 1730, que elegeu o Papa Clemente XII. Camerlengo do Sagrado Colégio dos Cardeais de 17 de janeiro de 1735 até 27 de fevereiro de 1736. Optou pelo título de S. Sisto, em 26 de setembro de 1738. Participou do conclave de 1740, que elegeu o Papa Bento XIV. Escreveu e publicou numerosas obras; no momento de sua morte, ele estava escrevendo um comentário do Gênesis, que nunca foi publicado.
Morreu em Roma em 18 de setembro de 1742, às 5h30, em seu quarto ao lado da igreja de S. Maria sopra Minerva. Seu corpo foi trasladado para aquela igreja no dia seguinte à tarde. A capella papalis aconteceu em 20 de setembro de 1742 naquela mesma igreja. À noite, ele foi traduzido para o título de S. Sisto e lá enterrado. Seu túmulo tem uma inscrição simples que ele mesmo compôs.

## Obras
- Vincenzo Ludovico Gotti, Colloquia theologico-polemica in tres classes distributa. In prima Sacrorum ministrorum caelibatus, in secunda Romanorum Pontificum auctoritas in Conciliis et definitionibus, in tertia Aliae catholicae veritates, propugnantur adjectis Gregorii 7. vindiciis adversus Jacobi Picenini concordiam matrimonii cum ministerio. Auctore fr. Vincenzo Ludovico Gotti..., Bononiae, ex Typographia Bononiensi Sancti Thomae Aquinatis, 1727.
- Vincenzo Ludovico Gotti, De eligenda inter dissentientes christianos sententia seu De vera inter christianas religione eligenda, liber adversus Joannem Clericvm Reformatae, ut ajunt, religionis hominem, auctore F. Vincentio Ludovico Gotti, Roma, typis Rochi Bernabò, 1734.
- Vincenzo Ludovico Gotti, La vera Chiesa di Cristo dimostrata da' segni, e da' dogmi contra i due libri di Giacomo Picenino intitolati Apologia per i riformatori, e per la religione riformata e Trionfo della vera religione / Opera del Padre Fr. Vincenzo Lodovico Gotti ... Tomo I-II, Bologna, per Costantino Pisarri, 1719.
- Vincenzo Ludovico Gotti, La vera Chiesa di Cristo dimostrata da' segni, e da' dogmi contra i due libri di Giacomo Picenino ... Opera dell'emin., e rev. cardinale fr. Vincenzo Lodovico Gotti dell'ordine de' Predicatori, in questa seconda edizione corretta e notabilmente accresciuta dal medesimo autore. Tomo I-III, In Milano, nella regio-ducal corte, per Giuseppe Richino Malatesta, stampatore regio-camerale. Si vendono da Giuseppe Cairoli libraro sotto al portico de' Figini, 1734.
- Vincenzo Ludovico Gotti, Theologia scholastico-dogmatica juxta mentem D. Thomae Aquinatis ad usum discipulorum ejusdem angelici praeceptoris accomodata per Vincentium Ludovicum Gotti. Tomus I-XVI, Bononiae, ex typographia Bononiensi Sancti Thomae Aquinatis, 1727-1735.
- Vincenzo Ludovico Gotti, Vera ecclesia Christi signis, ac dogmatibus demonstrata contra Jacobi Picenini ... Opus eminentissimi, ac reverendissimi Fr. Vincentii Ludovici cardinalis Gottii ... Praemisso de vita eminentissimi auctoris commentario, aliisque appositis, reliquis tomis referendis. Tomus I-II, Bononiae, apud Thomam Colli ex Typographia S. Thomae Aquinatis, 1748-1750.
- Vincenzo Ludovico Gotti, Veritas religionis christianae, et librorum, quibus innititur, contra atheos, polytheos, idolatras, mahometanos, & Judaeos ex prodigioso ejus inter paganorum persecutiones augmento & mirabili constantia martyrum. Demonstrata per Vincentium Ludovicum Gotti Ordinis Praedicatorum. Tomus I-IV., Roma, ex typographia Rochi Bernabò, 1735-1737.